# František Palacký
František Palacký je rođen u Hodslavicama u Moravskoj regiji u protestantskoj obitelji 14. lipnja. 1798. Svoj historiografski trag ostavio je monumentalnim djelom Povijest češkoga naroda u pet svezaka prikazujući češku povijest od njezinih začetaka do 1526. Djelo je potreslo češku nacionalnu svijest. Palacký je u njemu češku povijest uvelike definirao borbom dvaju naroda, Nijemaca i Čeha suprotstavljajući germanistički duh imperijalizma slavenskom slobodarskom i demokratskom duhu. Usprkos tome nije se zalagao za neovisnost Češke te je gledao na Austriju kao "nužno zlo" za dobrobit Čeha.
U svom životu Palacký je nosio nekoliko prestižnih titula i naslova, kao što je službeni povjesničar Bohemije te je služio kao predsjednik Češkog muzejskog društva. Jedan je od tvoraca češke nacionalne ideje, u ranijim fazama idejno je bio federalist i austroslavist, čvrsto vjerujući u Austriju kao nositeljicu višenacionalne države sa snažnim slavenskim karakterom.
Predsjedao je Sveslavenskim kongresom u Pragu 1848. godine te se zalagao za Habsburšku Monarhiju. U kasnijim fazama razočaran austrijskom politikom svoje stavove u postepeno usmjerava prema Rusiji i panslavizmu. Umro je u Pragu 26. svibnja 1876.